# NGC 1077
NGC 1077 è una lontana galassia a spirale barrata situata nella costellazione di Perseo, a una distanza di circa 421 milioni di anni luce dalla nostra Via Lattea.

## Scoperta
La galassia è stata scoperta il 16 agosto 1885 dall'astronomo statunitense Lewis Swift.

## Descrizione
NGC 1077 forma una coppia di galassie interagenti con PGC 10465. Quest'ultima viene designata  NGC 1077 NED01 dal database  NASA/IPAC e NGC 1077B sul sito SEDS.